# Lilla Askerön (ö)

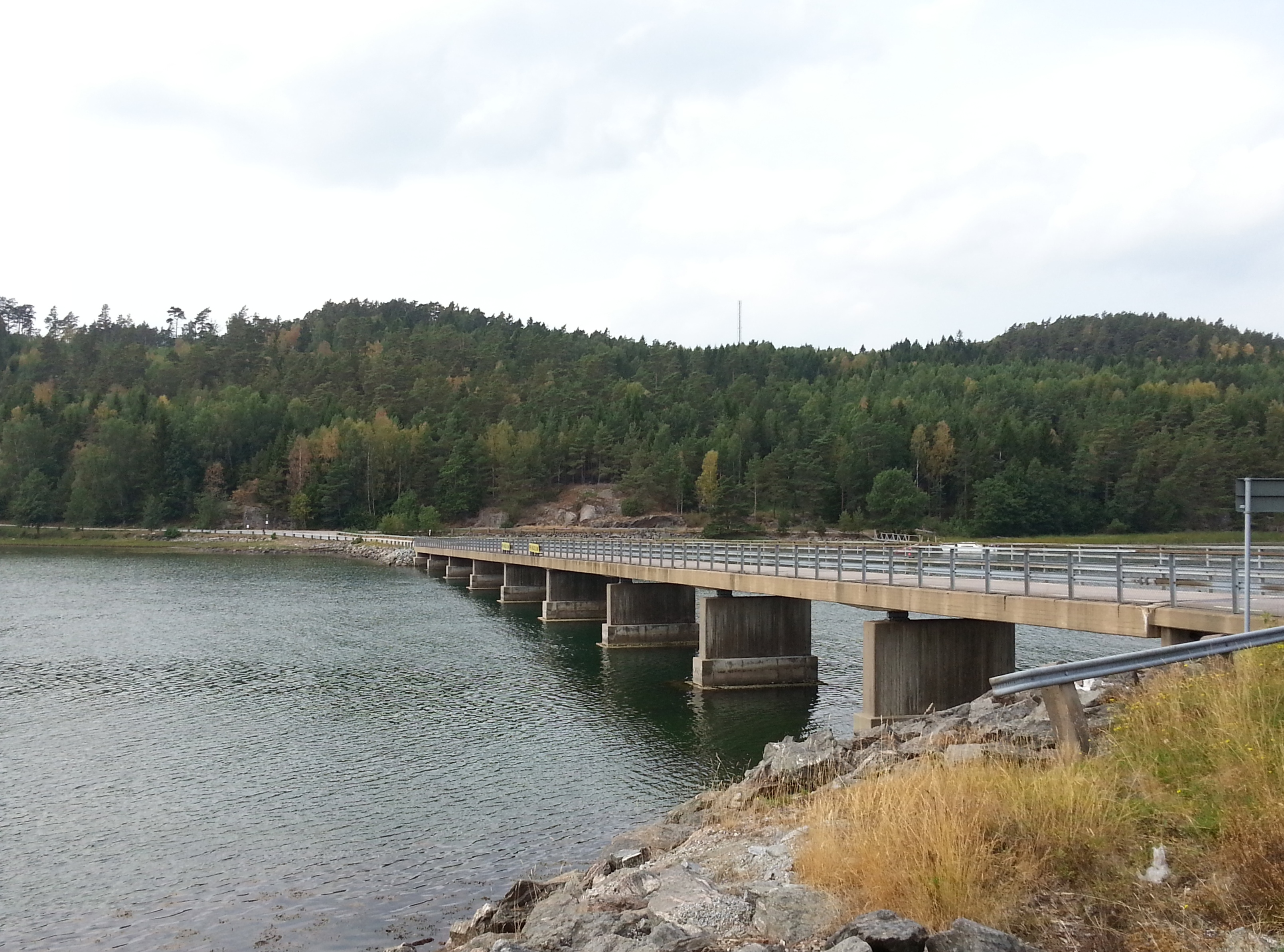
Bron från Lilla till Stora Askerön

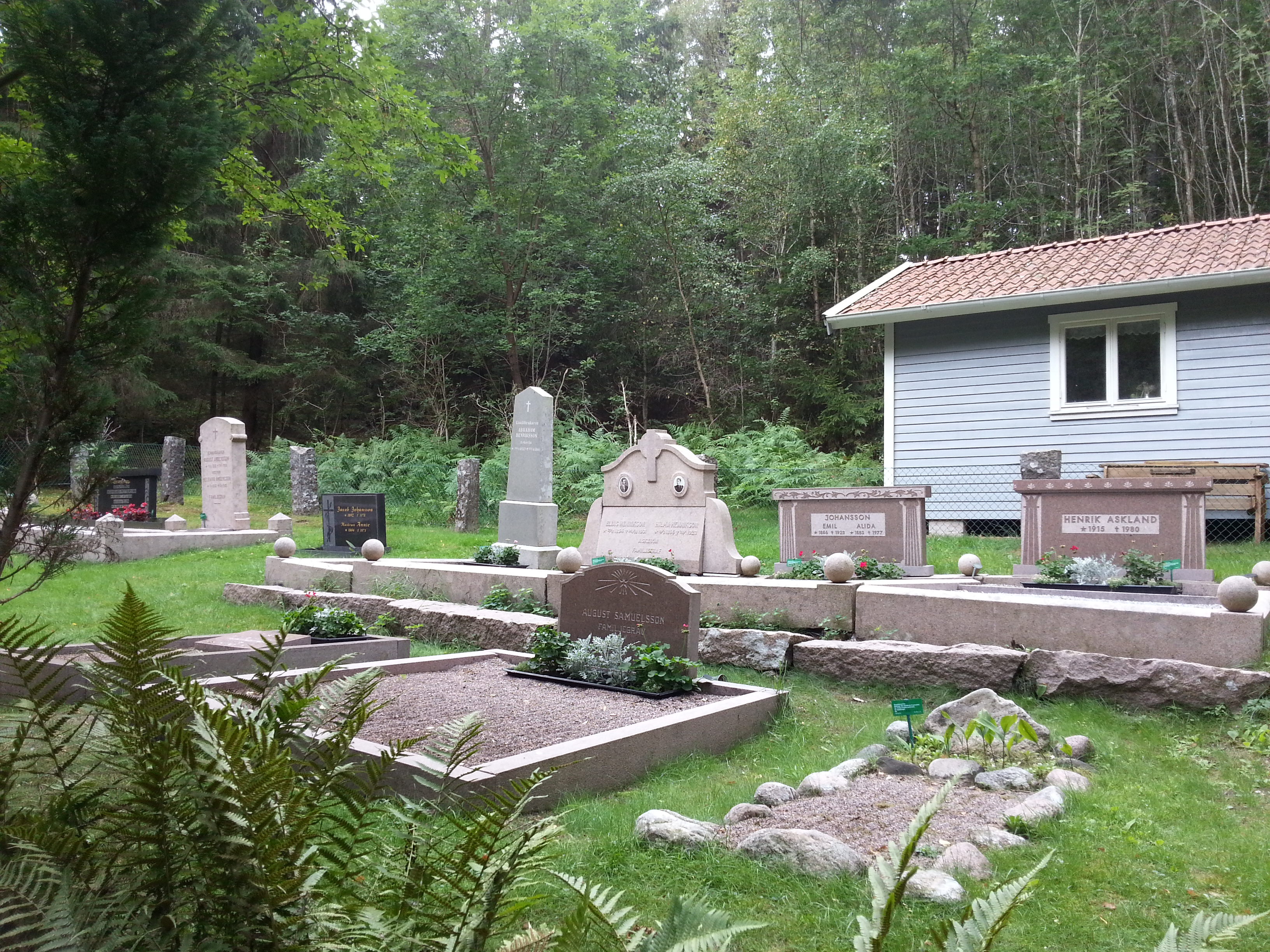
Kyrkogården

Lilla Askerön är en ö som tillhör Valla socken och Tjörns kommun i Bohuslän.
Lilla Askerön ligger mellan Stora Askerön i öster, Orust i väster och norr och Tjörn i söder. Den har vägförbindelse med södra Orust via holmarna Yttre och Inre Rispen samt vägbankar över de smala sunden däremellan. Vägen fortsätter åt andra hållet till Stora Askerön via en lågbro. På Lilla Askerön finns både fritidshus och permanentbostäder. En del av bebyggelsen bildar småorten Lilla Askerön. Ön har en egen kyrkogård och en klockstapel.